# Canirallus oculeus
Canirallus oculeus е вид птица от семейство Rallidae.

## Разпространение
Видът е разпространен в Габон, Гана, Гвинея, Екваториална Гвинея, Камерун, Република Конго, Демократична република Конго, Кот д'Ивоар, Либерия, Нигерия, Сиера Леоне и Централноафриканската република.